# Galassia Leo A

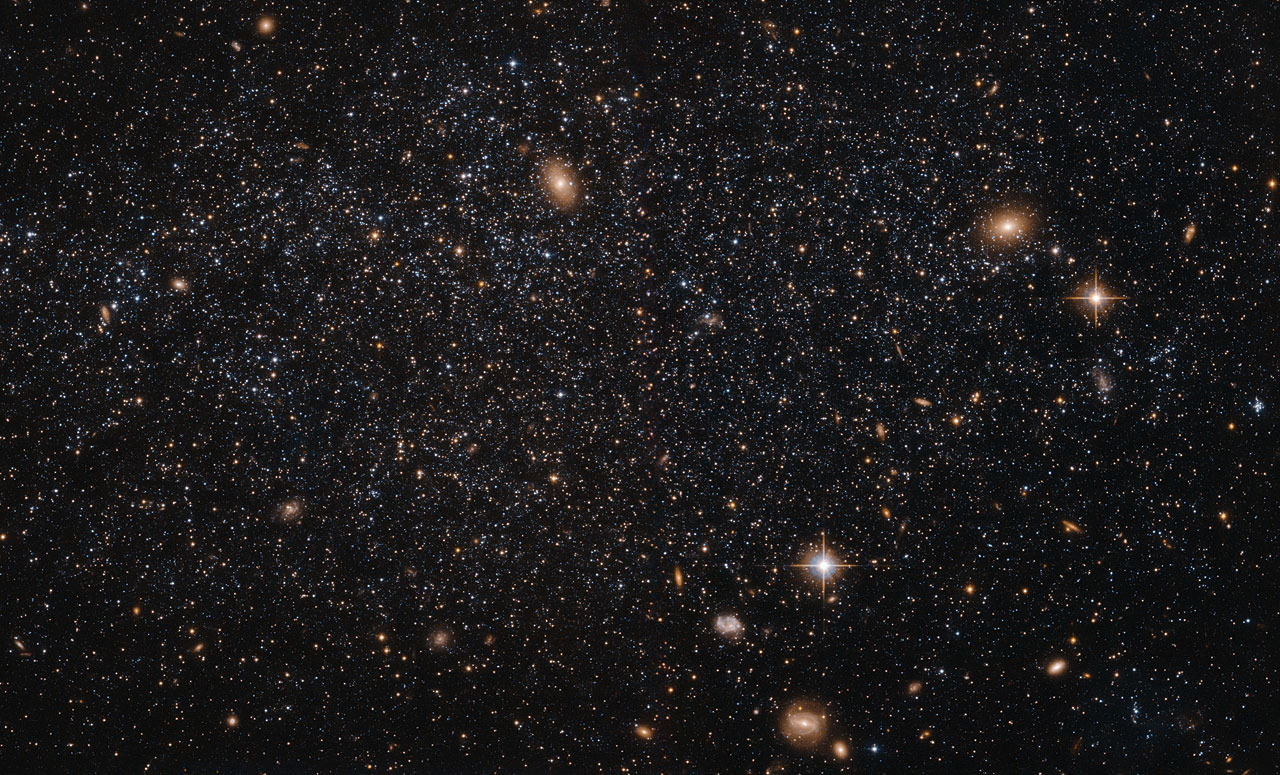
La zona centrale della Galassia Leo A (Telescopio spaziale Hubble)

La Galassia Leo A (o Leo III) è una galassia irregolare situata nell'omonima costellazione alla distanza di circa 2,6 milioni di anni luce dalla Terra.
Fu scoperta da Fritz Zwicky nel 1942. La sua massa è stimata in 8,0 ± 2,7 × 107 di masse solari, di cui almeno l'80% è costituito dalla materia oscura.
Si tratta di una delle galassie più isolate del Gruppo Locale e non mostra segni di interazione o fusione con altre galassie da diversi miliardi di anni. Leo A è tra le poche galassie irregolari in cui oltre il 90% delle stelle si sono formate da meno di 8 miliardi di anni e ciò suggerisce un'insolita storia evolutiva. Inoltre la presenza di stelle variabile RR Lyrae dimostra che la galassia ha una popolazione di stelle di età non superiore a 10 miliardi di anni.
L'idrogeno neutro occupa un volume equivalente alla componente stellare ed è distribuito lungo un anello appiattito e il gas si muove casualmente dal momento che la galassia non ha un movimento rotatorio. Gli elementi chimici più pesanti dell'elio presenti nelle stelle sono solo l'1-2% della quantità presente nel Sole e ciò implica che la conversione di gas verso la formazione di stelle procede in generale a ritmi molto bassi ed è avvenuta in gran parte negli ultimi 1-4 miliardi di anni, ed attualmente appare molto rallentata. Infine, sono presenti quattro regioni H II alimentate da stelle di classe O con ciclo di vita breve.